# یورگی لوئیز سوسا
یورگی لوئیز سوسا (به پرتغالی: Jorge Luiz Pereira Sousa) مهاجم اهل برزیل است که در شهر گویانیا و در تاریخ ۶ مهٔ ۱۹۷۷ به دنیا آمده‌است.
یورگی لوئیز سوسا در تیم‌های فوتبال Goiatuba سابقهٔ حضور دارد.